# 鄭直
鄭直（1511年—？），字子敬，山東兗州府東平州人，軍籍，明朝政治人物。

## 生平
嘉靖十六年（1537年）丁酉科山東鄉試第三十名舉人。嘉靖十七年（1538年）中式戊戌科會試第二百五名，登第三甲第一百八十四名進士。授保定府推官，升随州知州。

## 家族
曾祖鄭觀，布政使司理問 贈南京戶部主事；祖父鄭倫；父鄭維垣，字邦围，正德五年庚午舉人，任庆阳、鞏昌府通判。母李氏；繼母梁氏。重庆下。